# Bao Shanju
Bao Shanju (chinesisch 鲍珊菊, Pinyin Bào Shānjú; * 3. November 1997) ist eine chinesische Radsportlerin und Olympiasiegerin, die Rennen in den Kurzzeitdisziplinen auf der Bahn bestreitet.

## Sportlicher Werdegang
2015 gewann Bao Shanju den Keirin-Wettbewerb der Junioren beim Adelaide Grand Prix. Beim Lauf des Weltcups 2017/18 in Manchester belegte sie mit Guo Yufang Platz drei im Teamsprint sowie vier Wochen später beim Weltcup in Santiago de Chile mit Guo im Teamsprint Platz zwei. Beim Bahnrad-Weltcup 2018/19 im neuseeländischen Cambridge siegte sie im Teamsprint mit Song Chaorui.
2021 wurde Bao Shanju für die Teilnahme an den Olympischen Spielen in Tokio nominiert, wo sie in Sprint, Keirin und Teamsprint startete. Gemeinsam mit Zhong Tianshi errang sie im Teamsprint die Goldmedaille. Bei der Siegerehrung trugen die beiden Sportlerinnen Anstecker mit dem Bild von Mao Zedong. Nach den Spielen wurde der Frauen-Teamsprint von zwei auf drei Fahrerinnen erweitert. In diesem Format gewann Bao zusammen mit Guo Yufang und Yuan Liying 2022 und 2023 die Silber- bzw. Bronzemedaille bei den Weltmeisterschaften.
In der Vorbereitung auf die Olympischen Spiele stellten Bao, Guo und Yuan am 26. Juni 2024 mit 45,478 Sekunden einen neuen Weltrekord im Teamsprint über 750 Meter auf. Der Rekord wurde auf der Radrennbahn des Luoyang Sports Center im chinesischen Luoyang im Rahmen der China Track League 2024 gefahren. Dabei wurde Wettbewerb dem Ablauf bei den Olympischen Spielen in Paris nachempfunden, indem unter anderem internationale Schiedsrichter und Anti-Doping-Kontrolleure eingeladen worden waren. Bei den Spielen selbst konnte das Trio diese Leistung im Teamsprint nicht bestätigen und kam auf den sechsten Platz, während ihr Rekord nicht weniger als fünfmal unterboten wurde. Bao trat auch im Sprint an, wo sie im Hoffnungslauf ausschied.

## Erfolge
2019
- Bahnrad-Weltcup 2018/19 in Cambridge – im Teamsprint (mit Song Chaorui)

2021
- Olympiasiegerin – Teamsprint (mit Zhong Tianshi)

2022
- Weltmeisterschaft – Teamsprint (mit Guo Yufang und Yuan Liying)

2023
- Weltmeisterschaft – Teamsprint (mit Guo Yufang und Yuan Liying)
- Nations Cup in Kairo – Teamsprint (mit Guo Yufang und Yuan Liying)
- Asienmeisterin – Teamsprint (mit Guo Yufang und Yuan Liying)
- Asienspielesiegerin – Teamsprint (mit Guo Yufang, Yuan Liying und Jiang Yulu)

2025
- Asienmeisterin – Teamsprint (mit Guo Yufang und Luo Shuyan)